# Euplectrus castaneus
Euplectrus castaneus är en stekelart som beskrevs av Jean Risbec 1957. Euplectrus castaneus ingår i släktet Euplectrus och familjen finglanssteklar.
Artens utbredningsområde är Rwanda. Inga underarter finns listade i Catalogue of Life.